# بروطيا خرشوفية
بروطيا خرشوفية (الاسم العلمي:Protea cynaroides) هو نوع من النباتات يتبع جنس البروطيا من الفصيلة البروطية. ويعرف هذا النوع بأسماء أخرى مثل البروطيا العملاقة (بالإنجليزية: giant protea)‏ وقِدْر العسل (بالإنجليزية: honeypot)‏ وملك أجمات السكر (بالإنجليزية: king sugar bush)‏. تنمو البروطيا الخرشوفية في الأجزاء الجنوبية الغربية والجنوبية من جنوب أفريقيا في منطقة الفنبوس.